# Tullio Ascarelli
Tullio Ascarelli (Roma, 6 de octubre de 1903 - Roma, 20 de noviembre de 1959) fue un jurista y profesor universitario italiano.

## Biografía
Nació en Roma. Sus padres eran judíos, Attilio Ascarelli (1875-1962) y Elena Pontecorvo (1880-1972). Su madre, hija del industrial textil Pellegrino Pontecorvo (1841-1916), tenía entre sus nueve hermanos a Massimo Pontecorvo, que fue padre de Guido Pontecorvo (1907-1999), un conocido genetista, de Bruno Pontecorvo (1913-1999), un famoso físico, de Gilberto, más conocido como Gillo (1919-2006), un director de cine y de otros cinco hijos más. Una de las hermanas de Elena Pontecorvo, Clara, fue la madre de Eugenio Colorni (1909-1944).
Tullio se convirtió en profesor titular de universidad en 1931, haciendo el juramento de lealtad al fascismo: en un principio argumentó que "el verdadero acto de valentía consistía en jurar" y más tarde demostró ser un gran admirador del Duce.
Dejó Italia en 1938 tras la promulgación de las leyes raciales y se trasladó a  Inglaterra y luego a Francia. Con el inicio de la guerra se mudó a Brasil, enseñando derecho comercial en la Universidad de São Paulo. Volvió a Italia después de la guerra. Desde 1947 fue profesor de derecho comercial en la Universidad de Bolonia y desde 1953 en la Sapienza de derecho industrial y luego de derecho comercial. Colaboró con varias revistas, entre ellas Studi Politici y Quarto Stato.
En 1955 la Academia de Lincei le otorgó el Premio Feltrinelli de Ciencias Jurídicas.
Tuvo tres hijos con Marcella Ziffer. 

## Obras
- Appunti di diritto commerciale (1931)
- Apresentação do Brasil (1952)
- Cambiale, assegno bancario, titoli di credito (1938)
- Consorzi volontari tra imprenditori (1937)
- Corso di diritto commerciale (1962)
- Derecho mercantil (1940)
- Ensaios e pareceres (1952)
- Iniciacion al estudio del derecho mercantil (1964)
- Istituzioni di diritto commerciale (1938)
- Introducción al derecho comercial y parte general de las obligaciones comerciales (1947)
- Lezioni di diritto commerciale (1955)
- Lucros extraordinarios e imposto de renda (1944)
- Negocio juridico indirecto (1965)
- Negozio indiretto e le societa commerciali (1930)
- Norma giuridica e realtà sociale (1955)
- Obbligazioni pecuniarie (1959)
- Panorama do direito comercial (1947)
- Panorama del derecho comercial (1949)
- Per uno studio della realtà giuridica effettuale (1956)
- Problemas das sociedades anônimas e direito comparado (1945)
- Problemi giuridici (1959)
- Problemas das sociedades anônimas e direito comparado (1969)
- Saggi di diritto commerciale (1955)
- Saggi giuridici (1949)
- Sguardo sul Brasile (1949)
- Sociedades y asociaciones comerciales (1947)
- Studi di diritto comparato e in tema di interpretazione (1952)
- Studi giuridici sulla moneta (1952)
- Studi in tema di contratti (1952)
- Studi in tema di società (1952)
- Teoria della concorrenza e dei beni immateriali (1957)
- Teoria geral dos títulos de crédito (1943)